# Мазуров, Владимир Данилович
Влади́мир Дани́лович Мазуров (29 февраля 1940, Златоуст, Челябинская область — 16 мая 2024, Екатеринбург, Свердловская область) — советский и российский математик. Профессор, заведующий кафедрой Уральского государственного университета им. А. М. Горького. Заслуженный деятель науки Российской Федерации (2006).

## Биография
Родился 29 февраля 1940 года в Златоусте.
После окончания Уральского университета в 1962 году по специальности «математика» работал в отделе математического программирования Института математики и механики Уральского отделения РАН, где стал учеником С. Н. Черникова и И. И. Ерёмина.
В 1962—1991 годах возглавлял лабораторию отдела математического программирования в Институте математики и механики УрО РАН. В 1975 году защитил докторскую диссертацию по теме «Итерационные методы математического программирования и распознавания образов, их применение к решению плохо определённых задач оптимизации» с присвоением учёной степени доктора физико-математических наук. С 1981 года работал в звании профессора.
В 1991—2010 годах работал заведующим основанной им же кафедры экономического моделирования и информатики экономического факультета УрГУ, а с 1996 года также профессором кафедры математической экономики математико-механического факультета УрГУ, затем работал профессором кафедры эконометрики и статистики высшей школы экономики и менеджмента УрФУ, а с 2020 года занимал должность профессора кафедры экономики института экономики и управления УрФУ.
С 1995 по 2004 год являлся профессором-совместителем Челябинского государственного университета, с 2004 года — Южно-Уральского государственного университета.  
Подготовил 13 кандидатов наук и 1 доктора наук. Входил в редколлегии международных журналов «Pattern Recognition and Image Analysis» и «IJSEKE», а также журнала «Известия Уральского государственного университета. Математика и механика».
Его брат Виктор Данилович Мазуров — тоже математик.
Умер 16 мая 2024 года в Екатеринбурге в возрасте 84 лет. Похоронен на Михайловском кладбище.

## Научная деятельность
Научные интересы в области математического программирования и распознавания образов. Разрабатывает алгебраическую теорию распознавания образов во взаимосвязи с методами математического программирования, методы получения решений в условиях нестационарности и несобственности.

## Публикации
Автор около 450 научных работ, в том числе 10 монографий, в области математической кибернетики и математической экономики, включая:
- Метод комитетов в задачах классификации и оптимизации. — М., 1990.
- Нестационарные методы математического программирования. — M., 1979 (в соавторстве с И. И. Ерёминым).
- Несобственные задачи линейного и выпуклого программирования. — M., 1983 (в соавторстве с И. И. Ерёминым, Н. Н. Астафьевым).
- Математические модели экономики. — Екатеринбург, 1994.
- Оптимизация, распознавание и нейронные сети в экономике. — Екатеринбург, 1999.

## Награды
- Заслуженный деятель науки Российской Федерации (2006)[1]